# Joana Angélica de Jesus
Sor Joana Angélica de Jesus, batejada Joanna Angélica de Jesus (Salvador, 12 de desembre de 1761 - 19 de febrer de 1822) va ser una religiosa concepcionista baiana, pertanyent a l'Ordre de les Reformades de Nostra Senyora de la Concepció i màrtir de la Independència brasilera.
Nascuda durant el període colonial, va morir als 60 anys per un atac de baioneta quan resistia a la invasió de les tropes portugueses al Convent de la Lapa, en Salvador. Així va esdevenir la primera heroïna de la independència de Brasil.
A la Mare Joana Angélica se li atribueix la frase «Enrere, bandits! Respecteu la Casa de Déu! Només entrareu passant per sobre del meu cadàver!». No obstant això, una extensa investigació documental sobre la vida de Joana Angélica no va trobar cap evidència de que la frase fos proferida per la monja.
Coneguda principalment pel seu acte final de valentia, Joana Angélica té avui la seva imatge reconstruïda per historiadors que valoren també la seva importància també com a màrtir de la fe.
Era filla de José Tavares de Almeida i Catarina Maria da Silva, una família rica de la capital baiana. Va ser batejada en la Freguesia da Santa Fe, en Salvador.

## La vida en el Convent de la Lapa
Tenia 20 anys quan va ser acceptada, amb caràcter excepcional, per al noviciat en el Convent de Nossa Senhora da Conceição da Lapa, l'any 1782. La professió de la fe va tenir lloc el 18 de maig de 1783, moment en què va ingressar com a germana de l'Ordre de les Religioses Reformades i va rebre el nom de Joana Angélica de Jesus. Va romandre reclusa allà durant vint anys, i va ser escriba, entre 1792 i 1801; mestra de novícies; consellera; vicària, el 1812 i, finalment, abadessa, en dos períodes, de 1815 a 1817 i de 1821 fins a la seva mort.
Tota la ciutat de Bahia apuntava al Monestir de Lapa com l'asil per a les verges sense màcula i parlava amb orgull de la seva mare abadessa.
Existia la creença que es tractava d'una carmelita, però uns documents trobats en el Convent de la Lapa afirmen que ella pertanyia a l'ordre de les germanes franciscanes. També consta, equivocadament, en el llibre O Brasil Religioso, escrit pel Pare Fernando de Macedo, que el 1822 les religioses del Convent de la Lapa pertanyien al vessant de les Clarisses, quan la documentació trobada rebutja, de nou, la hipòtesi, afirmant que les monges pertanyien a l'ordre de les Franciscanes Concepcionistes.

## Independència de Brasil a Bahia

### Atac al convent

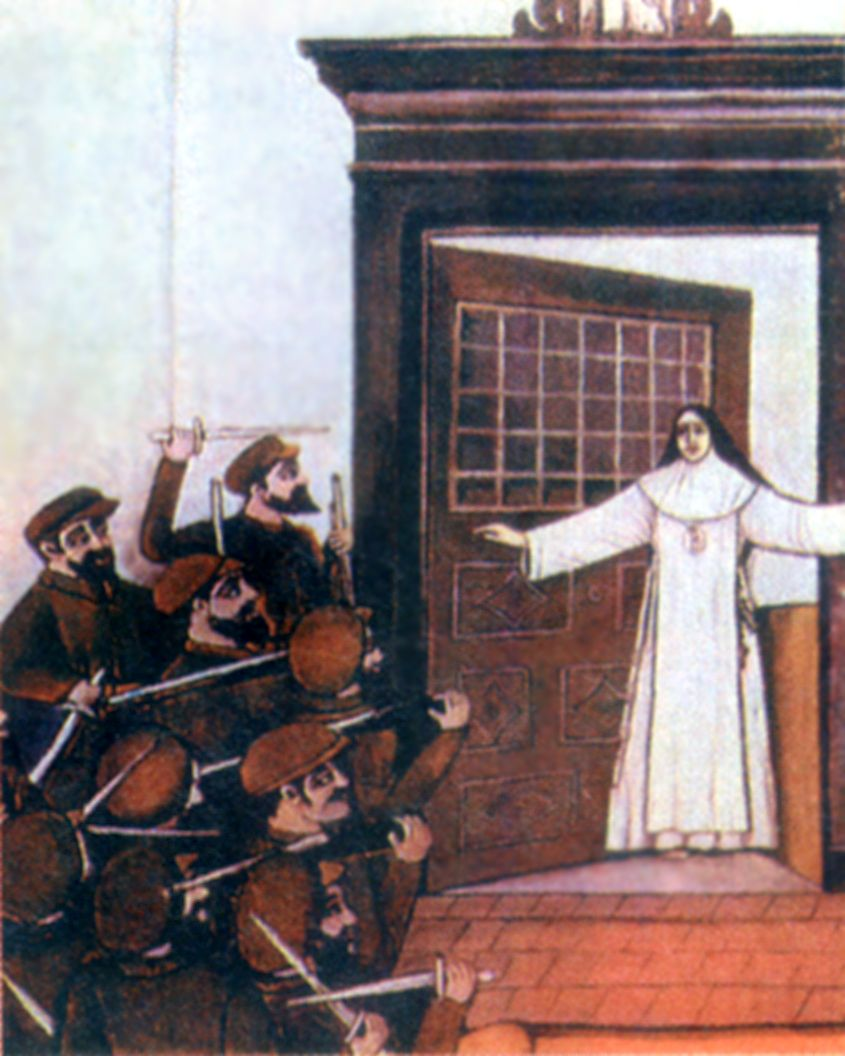
Martiri de Sor Joana Angélica (obra anònima).

Resa la tradició, i així ho afirmen tots els documents de l'època que, de tots els fets luctuosos dels dies 19 i 20 de febrer de 1822, cap va impressionar més profundament l'ànima dels bahians que el salvatge atac dels soldats portuguesos contra l'indefens Convent de Nostra Senyora de la Concepció de la Lapa, on va morir noblement la primera heroïna de l'epopeia de la Independència, la Mare Joanna Angélica.
Existeixen dues versions contradictòries sobre l'episodi de l'atac al Convent de la Lapa. La versió portuguesa, defensada per José d'Arriaga, els insurrectes independentistes s'havien amagat en l'edifici i havien disparat contra els militars. Aquesta versió és rebutjada per Bernardino José de Souza, qui manté que no hi ha cap prova que recolzi la versió de d'Arriaga i es mostra partidari de la versió històrica brasilera. Segons aquesta, les tropes portugueses es trobaven saquejant edificis, assassinant a tot aquell qui s'oposava i això seria el que va succeir durant l'assalt al convent.
Un error cronològic sobre l'esdeveniment impregna molts dels llibres que tracten de l'assumpte. És comú trobar que la data de l'atac correspon al dia 19 de febrer de 1822. No obstant això, està probat que la mort de la Mare Joana Angélica va ocórrer entre les 11 i les 12 del matí del dia 20 de febrer de 1822. Una altra equivocació que sovinteja és el fet que el capellà del convent, Daniel da Silva Lisboa, hauria estat assassinat també pels soldats portuguesos en el mateix episodi. Però, com és provat en el seu certificat de defunció, aquesta es va produir l'any 1833.
El Convent de la Lapa és una sòlida construcció colonial, encara avui existent en la capital baiana. Es compon d'una clausura, amb l'entrada principal protegida per una porta de ferro. Un grup de soldats intentava fer caure la porta, mentre Joana Angélica ordenava a la germanes que fugissin pel darrere. A fi de protegir la clausura i la integritat de les germanes, la monja es va situar com l'últim obstacle entre el convent i la tropa lusitana. La porta testimoni del sacrifici de la Mare Joana Angélica segueix sent la mateixa fins avui. Gràcies al sacrifici de Sor Angélica, les monjes van tenir temps de refugiar-se en un altre convent, el de Soledade.
Joana Angélica es va convertir, així, en la primera màrtir de la gran lluita que continuaria fins al definitiu alliberament de Bahia, el 2 de juliol de 1823, data efectiva de la independència baiana.

## Procés de beatificació
El Convent de la Lapa va sol·licitar, el 2001, la inclusió de la investigació de documents probatoris del martiri de la Mare Joana Angélica de Jesus, per a tramitar el procés canònic de la beatificació de la monja. La investigació, conduïda per la investigadora Antônia da Silva Santos, iniciada en Salvador, va consultar els següents arxius: Arxiu Públic de l'Estat de Bahia, Monestir de São Bento, Convent de Nossa Senhora da Piedade, Institut Geogràfic i Històric de Bahia, Biblioteca Central de l'Estat i Arxiu de la Cúria Metropolitana.
Insuficient, la investigació va seguir per altres localitats de Brasil. En São Paulo, la documentació es va estendre als arxius: Arxiu de Documentació i Iconografia, Museu Paulista, Arxiu del Monestir de la Llum i Arxiu de la Cúria Metropolitana. En Rio de Janeiro van visitar: Biblioteca Nacional, Museu Històric Nacional i Monestir de Nossa Senhora da Ajuda. En Brasília: Biblioteca del Senat, Biblioteca del Ministeri de Justícia, Biblioteca Nacional i Arxiu Nacional.
Encara en recerca de material per a constituir el procés de candidatura a la beatificació, la investigació va seguir a Lisboa, on es va consultar l'Arxiu Nacional de la Torre do Tombo i la Biblioteca Nacional; a més de la Biblioteca General de la Universitat de Coimbra.

## Homenatges

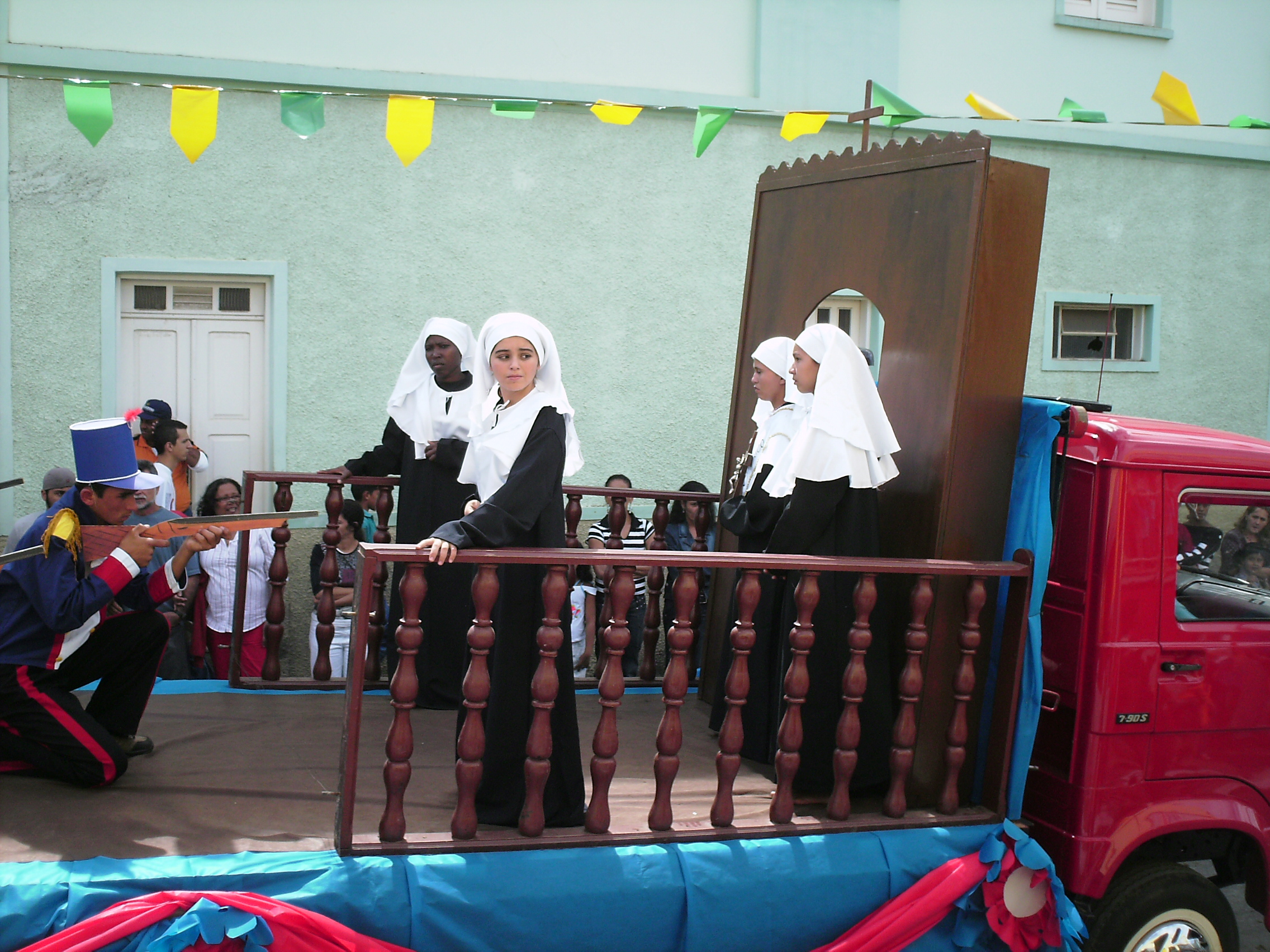
Desfilada cívica on es reviu el martiri de Joana Angélica a Caetité, Bahia (2007).

El diari O Imparcial, publicat en la ciutat de Salvador el 23 de maig de 1923, portava en portada un homenatge a Sor Joana Angélica. L'ajuntament havia decidit, en assemblea municipal, retre homenatge a la monja en el centenari del final de la guerra:
| « | En la reunió d'ahir del Consell Municipal, va tractar-se una idea que mereix els aplaudiments de tota Bahia. És de rellevància el sentiment cívic que caracteritza el nostre poble, fent homenatge a la memòria inesborrable d'aquella que, en la reclusió del convent de la Lapa, va sacrificar les seves forces en pro de la llibertat de Bahia. Així, no seria just si, el proper dia 2 de juliol, quan celebrem el primer aniversari de la nostra emancipació, deixem sense recordar el gloriós sacrifici de Sor Joanna Angélica. | » |

En la mateixa assemblea, va ser presentat el projecte de llei que rebatejava el carrer de la Lapa on estava localitzat el convent, la nova Avinguda Joanna Angélica. Les plaques serien col·locades el dia del centenari. Avui, amb la grafia ajustada per a Joana Angélica, el carrer, localitzat en la regió central de la capital baiana, segueix homenatjant la màrtir. Per tot el Brasil, carrers i avingudes porten el nom de l'abadessa, com l'avinguda Joana Angélica a Ipanema, Rio de Janeiro.
El 20 de febrer de 1922 l'Institut Geogràfic i Històric de Bahia va commemorar el primer Centenari del martiri de la Mare Joanna Angélica de Jesus. El 2 de juliol de 1936, el Diari da Bahia també va publicar un homenatge al martiri de Joana Angélica, ocupant una pàgina sencera de l'edició. Denominada "Sor Joanna Angélica - La primera màrtir de la Independència", el reportatge reconta la història de l'atac al convent i dona detalls sobre la vida de la monja.
L'any 1979 el director Walter Lima Jr. va estrenar un film sobre la monja i el seu paper en la Guerra d'Independència del Brasil, titulat Joana Angélica, amb Maria Fernanda en el paper protagonista.
El 26 de juliol de 2018 va ser declarada Heroïna de la Pàtria Brasilera per la Llei Federal nº 13.697, tenint el seu nom inscrit en el Llibre dels Herois i Heroïnes de la Pàtria, que es troba en el Panteó de la Pàtria i de la Llibertat Tancredo Neves, situat a Brasília, Districte Federal.